# Majd Mardo
Majd Mardo (Aleppo, 1 juni 1989) is een Syrisch-Nederlands theater- en filmacteur en theater- en documentairemaker.

## Biografische schets
Majd Mardo kwam in 1998 op 9-jarige leeftijd als vluchteling vanuit Syrië naar Nederland, samen met zijn ouders en zijn zussen. Na anderhalf jaar in asielzoekerscentra te hebben doorgebracht, vestigden zijn ouders zich te Groningen, waar Majd een mbo theateropleiding volgde aan het ROC Noorderpoort. Vanaf 2009 doorliep hij de Toneelacademie Maastricht, waar hij in 2013 afstudeerde. Met oud-klasgenoot Steef de Bot richtte Mardo Stichting Icarus op, waarmee zij uit huis geplaatste jongeren een kans willen geven om hun droom waar te maken door middel van theater en film.
In 2014 speelde hij in de bekroonde productie Nobody Home van regisseur Daria Bukvić, samen met twee andere acteurs, die allen als vluchteling naar Nederland kwamen. In 2016 speelde hij onder dezelfde regisseur in de jongerenvoorstelling Jihad. Verder speelde hij onder andere bij De Toneelmakerij (Jamal, Macbeth), Nationale Reisopera (The News), Het Nationale Theater (Polleke) en Toneelgroep Oostpool (Kinderen van Judas). Op tv was Mardo te zien in onder meer Overspel, Nachtoord en Kamp Holland. Voor zijn rol als Syrisch vluchteling in de tv-film Jungle ontving hij in 2017, samen met medespeler George Tobal, een Gouden Kalf. In de telefilm Gewoon vrienden (2018) speelde hij de rol van een gesjeesde student medicijnen die met hangende pootjes terugkeert naar zijn ouders in Almere, en aldaar verliefd wordt op een sportschooltype.
Vanaf het theaterseizoen 2018-19 behoort Mardo tot het vaste ensemble van Toneelgroep Amsterdam.  Als commentaar op deze stap zei hij: "Het is een lange reis van Aleppo naar TA maar ik geloof dat ik er ben. Ivo, de acteurs, de regisseurs, het huis... Wat een eer. Ik mag weer naar school en leer van de allerbesten." Onder regie van Ivo van Hove stond Mardo in 2018 in het toneelstuk Een klein leven, een bewerking van de gelijknamige roman van Hanya Yanagihara. Volgens toneelrecensent Ron Rijghard van NRC Handelsblad zorgde Mardo met zwierig acteerspel voor het nodige comic relief in dit inktzwarte drama over kindermisbruik en de psychische en lichamelijke gevolgen daarvan. In 2022 werd de Arlecchino, de toneelprijs voor de indrukwekkendste mannelijke, ondersteunende acteursrol, aan hem toegekend voor zijn rol in Age of Rage. 
Majd Mardo is openlijk homoseksueel, ongehuwd en woont in Amsterdam.